# Pierre Quesnel
Pierre Quesnel (Rouen, circa 1502 – Parigi, dopo 1580) è stato un pittore e disegnatore francese.

## Biografia
Pierre Quesnel, che appartenne ad una celebre famiglia di artisti soprattutto attivi nella pittura e nel disegno, nacque a Rouen nei primi anni del Cinquecento.
Successivamente si trasferì in Scozia al servizio della regina Maria di Guisa, diventando ben presto il pittore ritrattista della corte di Edimburgo.
Di tutta la sua carriera e della sua attività, non molto documentata, si possono menzionare il ritratto della regina di Scozia (1545) e un disegno eseguito per la chiesa degli Agostiniani nella capitale francese.
Suo figlio François Quesnel (1543-1619) proseguì con successo l'attività paterna.

## Opere
- Ritratto della regina di Scozia (1545);
- Disegno per la chiesa degli Agostiniani a Parigi.